# NiezależnyJA
NiezależnyJA (biał. НезалежныЯ) – okolicznościowa składanka białoruskich utworów muzycznych, wydana 25 marca 2008 roku dla uczczenia 90. rocznicy ogłoszenia niepodległości przez Białoruską Republikę Ludową.
Prace nad projektem, w którym wzięło udział 25 zespołów, trwały około dwóch miesięcy. Piosenki do kompilacji wybierała specjalna komisja. Początkowo zamierzano wykorzystać po jednym utworze każdego wykonawcy, jednak ostatecznie ze względów technicznych na krążku znalazły się tylko 22 piosenki. Dziesięć z nich zostało nagranych specjalnie dla celów składanki, pozostałe natomiast odświeżono. Na kompilacji można usłyszeć utwory autorstwa zarówno popularnych, jak i mniej znanych białoruskich zespołów. Według producenta albumu, Franciszka Wiaczorki, jednym z celów projektu było zademonstrowanie jedności białoruskich muzyków.
Premiera płyty miała miejsce w Mińsku. Nakład albumu to 2000 egzemplarzy, istniała także możliwość bezpłatnego pobrania wszystkich utworów oraz okładki albumu z oficjalnej strony internetowej projektu.

## Lista utworów
| Nr  | Tytuł utworu                                                     | Oryginalna pisownia tytułu               | Długość |
| --- | ---------------------------------------------------------------- | ---------------------------------------- | ------- |
| 1.  | „Adzin” (Pomidor/OFF)                                            | «Адзін»                                  | 3:45    |
| 2.  | „Chłopiec paszańku pachaje” (Unia feat. Aleh Chamienka)          | «Хлопец пашаньку пахае»                  | 2:54    |
| 3.  | „Prahrama” (Gliuki)                                              | «Праграма»                               | 4:11    |
| 4.  | „Minsk” (Siver)                                                  | «Мінск»                                  | 4:13    |
| 5.  | „Kałychanka” (Sciana)                                            | «Калыханка»                              | 3:21    |
| 6.  | „Dzie ty, dzie?” (Akropal)                                       | «Дзе ты, дзе?»                           | 2:59    |
| 7.  | „Taka-Ja” (5set5)                                                | «Така-Я»                                 | 3:45    |
| 8.  | „Imiony Swabody” (Amaroka)                                       | «Імёны Свабоды»                          | 4:17    |
| 9.  | „Nasza spadczyna” (P.L.A.N.)                                     | «Наша спадчына»                          | 3:01    |
| 10. | „Jak śpiawała” (Recha)                                           | «Як сьпявала»                            | 3:35    |
| 11. | „Hej, napierad!” (IQ48)                                          | «Гэй, наперад!»                          | 4:28    |
| 12. | „Zahinułym paetam pryświaczajecca...” (:B:N: feat. Lawon Wolski) | «Загінулым паэтам прысьвячаецца...»      | 4:10    |
| 13. | „Chutkija” (Band A.)                                             | «Хуткія»                                 | 4:08    |
| 14. | „Rozum” (Partyzone)                                              | «Розум»                                  | 3:16    |
| 15. | „Mienskaja sijesta” (Usplёsk)                                    | «Менская сіеста»                         | 4:09    |
| 16. | „Laciać dni” (ZigZag)                                            | «Ляцяць дні»                             | 3:06    |
| 17. | „Nieba szeraje” (Dali)                                           | «Неба шэрае»                             | 3:24    |
| 18. | „Jon i jana” (Kalmary)                                           | «Ён і яна»                               | 3:59    |
| 19. | „D.I.Y. Porno Zine” (Ska!RB)                                     |                                          | 2:02    |
| 20. | „Pra futboł” (Zatoczka)                                          | «Пра футбол»                             | 2:50    |
| 21. | „Try czarapachi (new)” (N.R.M.)                                  | «Тры чарапахі» (new)                     | 3:41    |
| 22. | „Usio, szto mianie u hetym świecie trymaje...” (Garadzkija)      | «Усё, што мяне ў гэтым сьвеце трымае...» | 4:02    |